# Latour-Bas-Elne
Latour-Bas-Elne település Franciaországban, Pyrénées-Orientales megyében. Lakosainak száma 3224 fő (2022. január 1.). Latour-Bas-Elne Elne és Saint-Cyprien községekkel határos.

## Földrajz

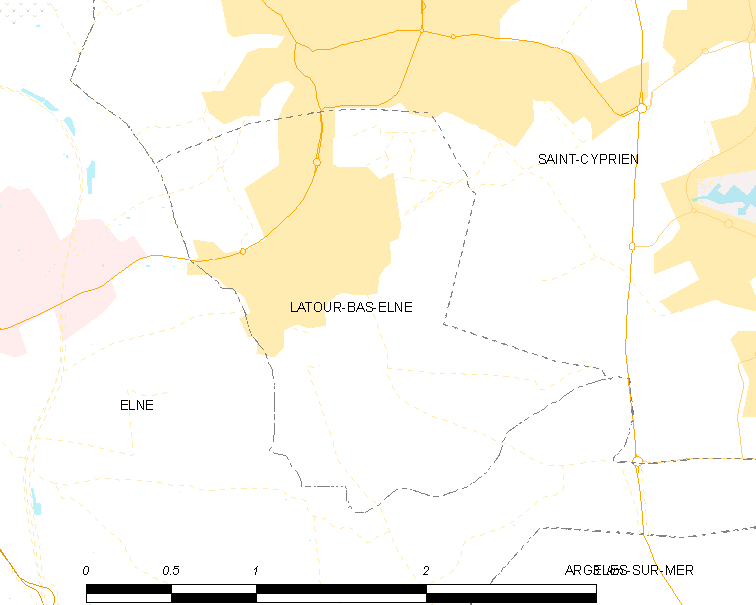
Latour-Bas-Elne és környéke

## Népesség
A település népességének változása:
| Lakosok száma | 2297 | 2448 | 2660 | 2797 | 2978 | 3158 | 3210 | 3221 | 3224 |
|               | 2013 | 2015 | 2016 | 2017 | 2018 | 2019 | 2020 | 2021 | 2022 |